# Rivière du Grand Carbet
Rivière du Grand Carbet är ett vattendrag i Guadeloupe (Frankrike). Det ligger i den södra delen av Guadeloupe, 16 km öster om huvudstaden Basse-Terre.